# Крума
Крума (на албански: Kruma) e град в Албания. Населението му е 8270 жители. Намира се в часова зона UTC+1. Пощенските му кодове са 8601-8602, а телефонният е 0214. МПС кодът му е HS.